# Lung-chaj
Lung-chaj (čínsky pchin-jinem Lónghǎi, znaky zjednodušené 龙海, tradiční 龍海) je městský obvod v městské prefektuře Čang-čou v provincii Fu-ťien v Čínské lidové republice. Rozloha celého obvodu je 1 278 km² a v roce 2020 v něm žilo 952 000 obyvatel.
Lung-chaj leží v deltě řeky Ťiou-lung, většina jeho území se nachází jižně od řeky na jejím pravém břehu.
Ve středním a pozdním mingském období, v 16. století, získal velký význam zdejší Měsíční přístav (月港, Jüe-kang), který se stal jedním z nejdůležitějších přístavů Fu-ťienu. Ležel na východě Lung-chaje. Kvůli svému významu byl roku 1566 povýšen na sídlo okresu (se změnou jména na Chaj-čcheng, doslova „Čisté moře“). poté, co mingská vláda roku 1567 zrušila zákaz zahraničního obchodu, soustředila sem obchod s jihovýchodní Asií a Filipínami. Význam si udržel do konce mingského období, kdy jeho roli převzal Sia-men.
V čínské lidové republice byl okres Lung-chaj roku 1993 reorganizován v městský okres a roku 2021 v městský obvod.